# Domenico Mellini
Domenico Mellini (Firenze, 1531 circa – Firenze, 28 marzo 1620) è stato un umanista, letterato, diplomatico ed erudito italiano.

## Biografia
Accademico fiorentino e segretario della legazione medicea al Concilio di Trento, fu commissario a Portoferraio, e precettore di don Pietro de' Medici, figlio del duca. Fu autore di diverse opere, tra le quali una Vita di Filippo Scolari detto Pippo Spano (Firenze, Sermartelli, 1570), l'erudito trattato teologico In veteres quosdam scriptores malevolos Christiani nominis obtrectatores libri quatuor (Firenze, G. Marescotti, 1577) e il Trattato dell’origine, fatti, costumi e lodi di Matelda, la gran contessa d’Italia, basato sul manoscritto, probabilmente autografo, della prima biografia matildina, quella del monaco Donizone di Canossa, allora conservata nella biblioteca del cardinale Guglielmo Sirleto.
Mellini lasciò manoscritta una biografia di Cosimo I, pubblicata postuma col titolo di Ricordi intorno ai costumi, azioni e governo del serenissimo gran duca Cosimo I, da Domenico Moreni, che l'arricchì di un erudito commento.

## Opere
- Descrizione dell’entrata della S. Giovanna d’Austria, regina, etc., Firenze, 1566, in-4°.
- Visione dimostratrice della malvagità del carnale amore, ibid., 1566, in-4°.
- Vita del famosissimo e chiarissimo capitano Filippo Scolari, gentil’huomo fiorentino, chiamato Pippo Spano conte di Temesvar, etc., ibid., 1570, in-8°; ibid., 1606, in-8°.
- In veteres quosdam scriptores malevolos christiani nominis obtrectatores, libri IV, Firenze, Giorgio Marescotti, 1577.
- Discorso dell’impossibilita del moto perpetuo nelle cose corruttibili, ibid., 1583, in-8°.
- Dell’origine, fatti, costumi e lodi di Matelda, la gran contessa d’Italia, ibid., 1589, in-4°; ibid., 1609, in-4°.
- Parva, ac pauca quædam opuscula, ibid., 1609.